# Marko Baacke
Marko Baacke (Friedrichroda, 10 febbraio 1980) è un ex combinatista nordico tedesco.

## Biografia
In Coppa del Mondo esordì il 3 gennaio 2000 a Oberwiesenthal (45°) e ottenne il primo podio il 2 dicembre successivo a Kuopio.
In carriera prese parte a tre edizioni dei Campionati mondiali, vincendo una medaglia.

## Palmarès

### Mondiali
- 1 medaglia:
  - 1 oro (sprint a Lahti 2001)

### Mondiali juniores
- 2 medaglie:
  - 2 argenti (individuale, sprint a Štrbské Pleso 2000)

### Coppa del Mondo
- Miglior piazzamento in classifica generale: 7º nel 2001
- 3 podi (tutti individuali):
  - 1 secondo posto
  - 2 terzi posti